# 南井上村
南井上村（みなみいのうえそん）は、徳島県名東郡にあった村。現在の徳島市国府町の中部、徳島線・府中駅の北方一帯にあたる。

## 地理
- 河川 ： 鮎喰川、飯尾川

## 歴史
- 1889年（明治22年）10月1日 - 町村制の施行により、井戸村・花園村・東高輪村・西高輪村・日開村・池尻村・敷地村・川原田村・桜間村の区域をもって発足。
- 1955年（昭和30年）2月1日 - 国府町・北井上村と合併して国府町が発足。同日南井上村廃止。

## 交通

### 鉄道路線
村域を日本国有鉄道の徳島本線（現・徳島線）が通過したが、駅は所在しなかった。